# Красногор (Северная Осетия)
Красного́р (осет. Бӕрӕгъуын) — село в Ардонском районе республики Северная Осетия — Алания. Административный центр и единственный населённый пункт Красногорского сельского поселения.

## География
Село расположено на правом берегу реки Урсдон, на противоположном берегу от станицы Николаевской. Находится в 6 км к западу от районного центра — города Ардона и в 43 км к северо-западу от Владикавказа.

## История
В 1922 году на бывших землях станицы Николаевской, переселенцами из Унальского, Архонского, Бадского и Нузальского приходов Алагирского ущелья было основано село Красногор. Однако из-за заболочености местности, село пришлось перенести, и жителей переселили в близлежащее село Барагун.

## Население
| 2002  | 2010  | 2011  | 2012  | 2013  | 2014  | 2015  |
| ----- | ----- | ----- | ----- | ----- | ----- | ----- |
| 1585  | ↗1613 | →1613 | ↘1609 | ↗1656 | ↗1662 | ↗1681 |
| 2016  | 2017  | 2018  | 2019  | 2020  | 2021  | 2023  |
| ↗1690 | ↗1714 | ↘1712 | ↘1702 | ↗1703 | ↗1786 | ↘1777 |
| 2024  | 2025  |       |       |       |       |       |
| ↗1781 | ↘1777 |       |       |       |       |       |

Национальный состав
По данным Всероссийской переписи населения 2010 года:
| № | Национальность | Численность, чел. | Доля   |
| - | -------------- | ----------------- | ------ |
| 1 | осетины        | 1 316             | 81,6 % |
| 2 | русские        | 158               | 9,8 %  |
| 3 | турки          | 98                | 6,1 %  |
| 4 | другие         | 41                | 2,5 %  |

## Улицы
| - Кирова - Гаражная - Нартикова - Коста Хетагурова - Плиева - Южный переулок | - Орджоникидзе - Сталина - Гаражный переулок - Ленина - Кантеева - Новая |

## Экономика
В селе расположен совхоз «Красногор».

## Инфраструктура
- Средняя школа[20][21]
- Библиотека,
- Детский сад,
- Дом культуры,
- Фельдшерско-акушерский пункт[19]

## Известные уроженцы
- Дзасохов Музафер Созырикоевич (1937) — народный поэт Осетии, прозаик, переводчик, публицист.
- Урумов Тамерлан Михайлович (1928–2016) — руководитель крупнейшего металлургического комбината в Казахстане.

## Топографические карты
- Лист карты K-38-IX Орджоникидзе. Масштаб: 1 : 200 000. Состояние местности на 1984 год. Издание 1988 г.
- Лист карты K-38-29 Алагир. Масштаб: 1 : 100 000. Состояние местности на 1984 год. Издание 1988 г.